# اوفا ۸۴۹۸
سیارک ۸۴۹۸ (به انگلیسی: 8498 Ufa، نامگذاری:1990RM17) هشت هزار و چهارصد و نود و هشتمین سیارک کشف شده‌است که در ۱۵ سپتامبر ۱۹۹۰ کشف شد.
قدر مطلق سیارک برابر ۱۲٫۳۰ است.